# Mahmoud Chérif
Pour les articles homonymes, voir Cherif (homonymie).
Mahmoud Cherif, né le 17 septembre 1912 ou 1914 à Cheria et mort en 1987 à Alger, est un officier et homme politique algérien, ministre de l'Armement et de l'Approvisionnement au sein du Gouvernement provisoire de la République algérienne de 1958 à 1960.
Il est notamment l'oncle du Général Abdelmajid Cherif.

## Biographie
Né à Chéria, dans la région de Tébessa, à l’extrême est de l’Algérie, Mahmoud Chérif suit son enseignement primaire dans l’école primaire de sa ville natale. Il poursuit ses études à Tébessa. Il entre à l’Académie militaire française ; à la sortie, il obtient le grade de lieutenant. Il est engagé alors dans l’armée française et participe aux combats de la Seconde Guerre mondiale.
Il adhère à l'Union démocratique du manifeste algérien (UDMA) de Ferhat Abbas, dont il reste un militant jusqu'au déclenchement de la guerre d’Algérie. Il rejoint le maquis en juin 1955, et y prend la tête de commandos. En novembre 1956, il est désigné capitaine à la tête de la zone VI dans la wilaya I. Il est blessé au combat.
Ramdane Abane, Belkacem Krim et Ahmed Mahsas se réunissent pour constituer la direction de la wilaya I (Aurès) ; ils attribuent à Mahmoud Chérif le grade de colonel ; il devient membre chargé des finances au Comité de coordination et d'exécution (CCE). En décembre 1957, il se prononce en faveur de l'emprisonnement de Ramdane Abane au Maroc, en raison de querelles de pouvoir internes au FLN ; Abane est néanmoins assassiné quelques jours plus tard à l'instigation d'Abdelhafid Boussouf. Il est ensuite chargé du ministère de l’armement et d’approvisionnement dans le premier Gouvernement provisoire de la République algérienne (1958-1960).
Il mourra à 75 ans ou 73 ans à Alger.